# 奥多摩町立古里中学校

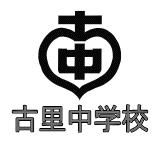
古里中学校の校章

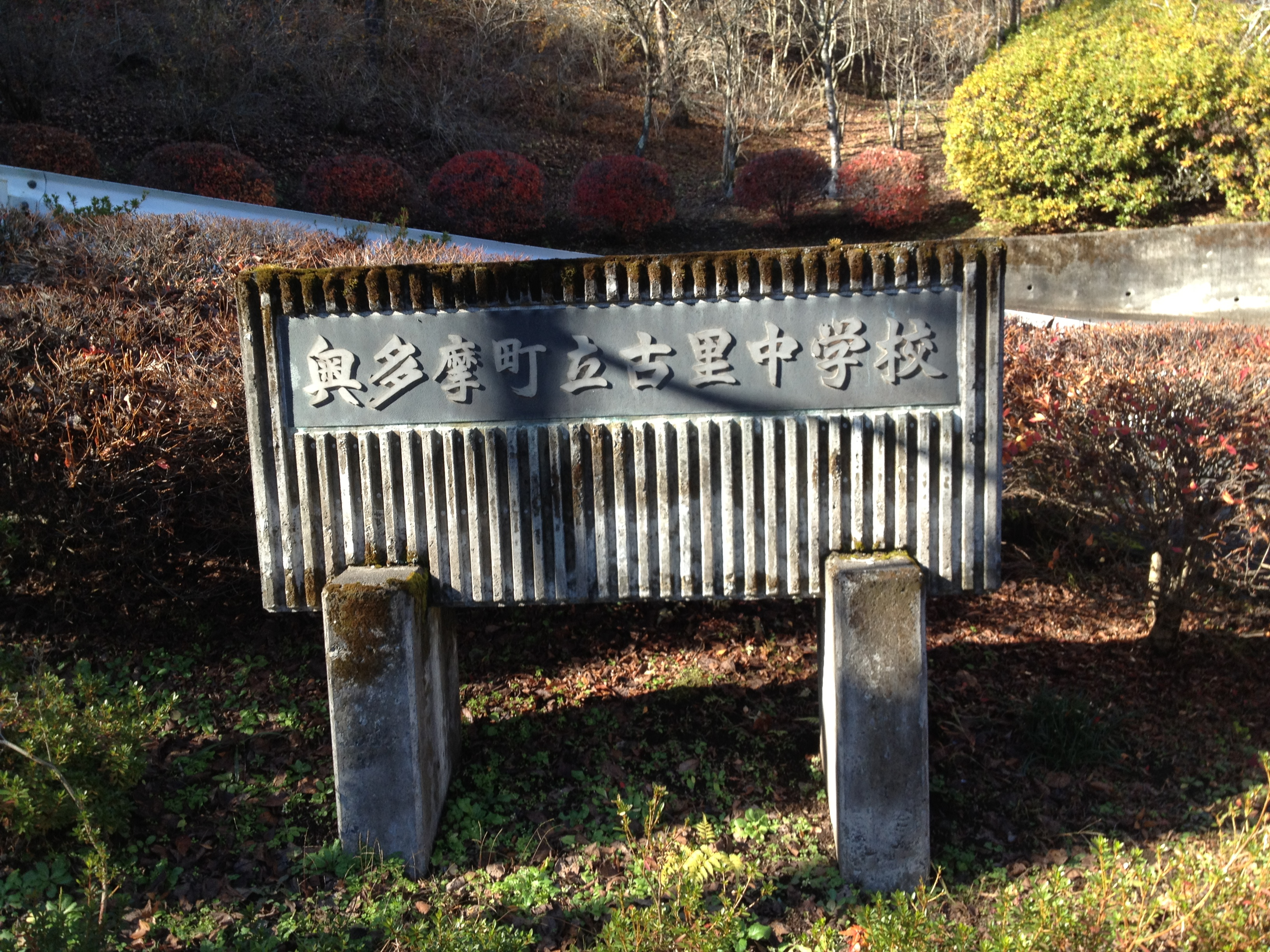
正門にある看板

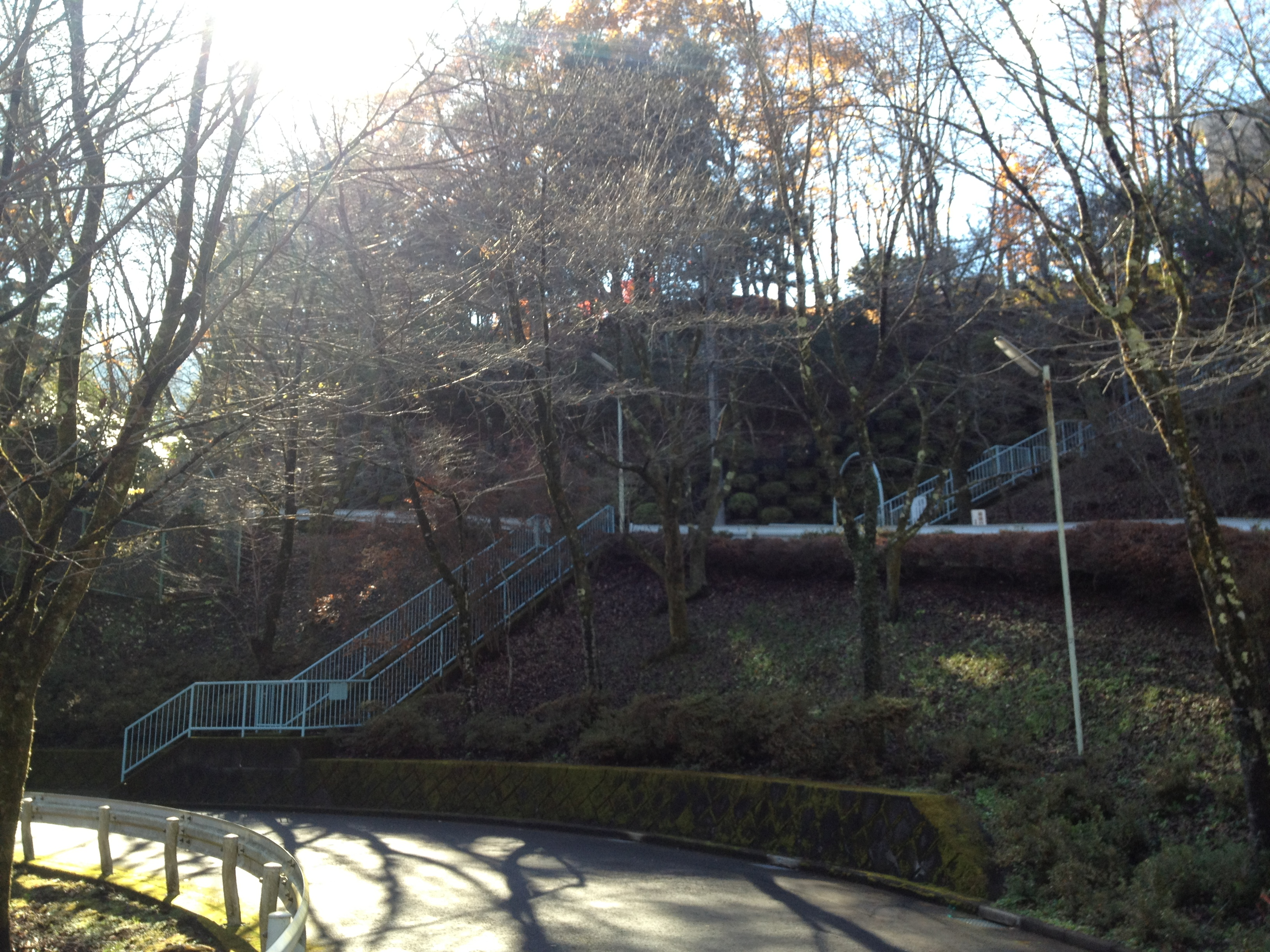
正門から入って校舎へ登る階段

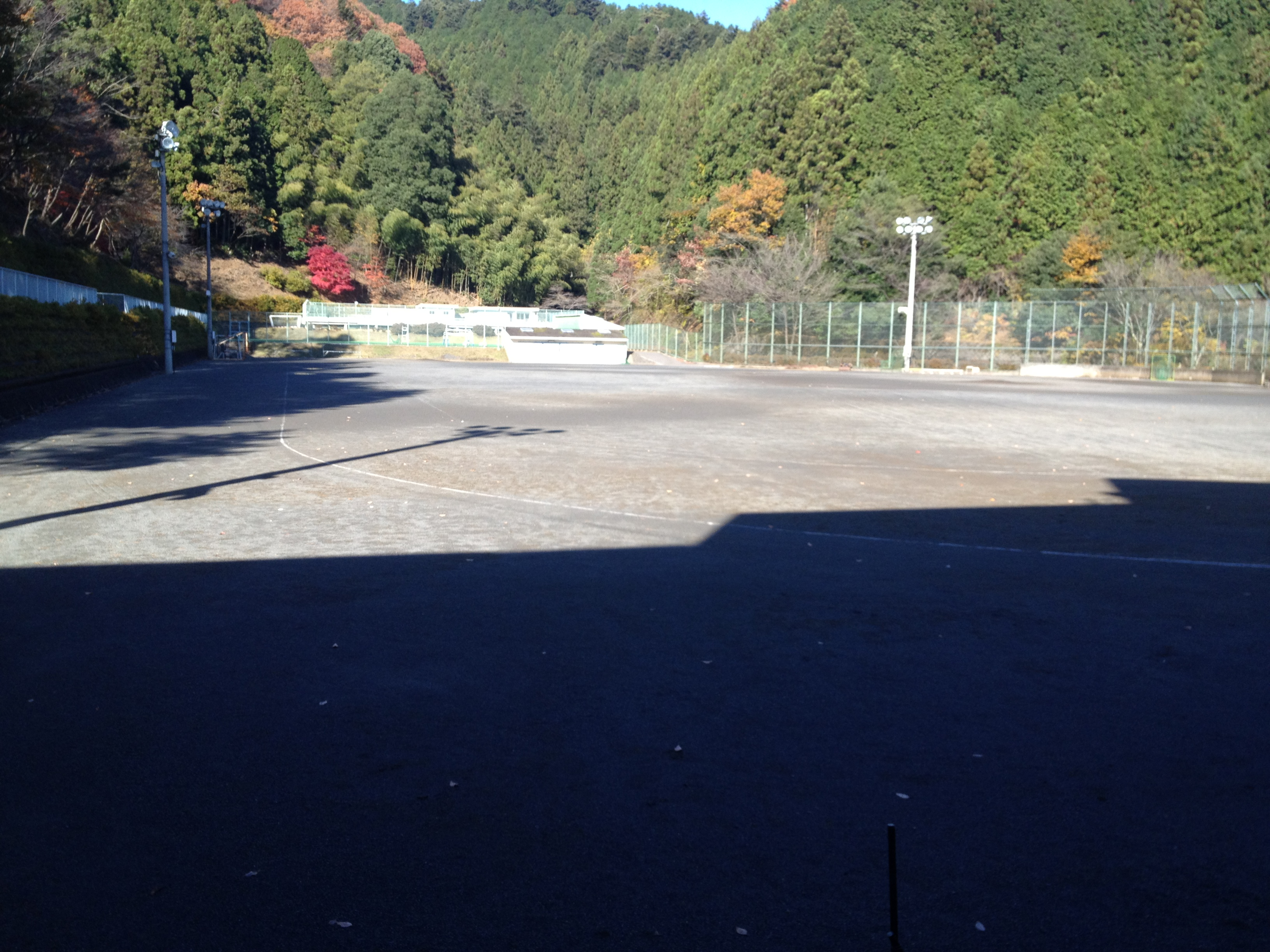
校舎裏にある広い校庭

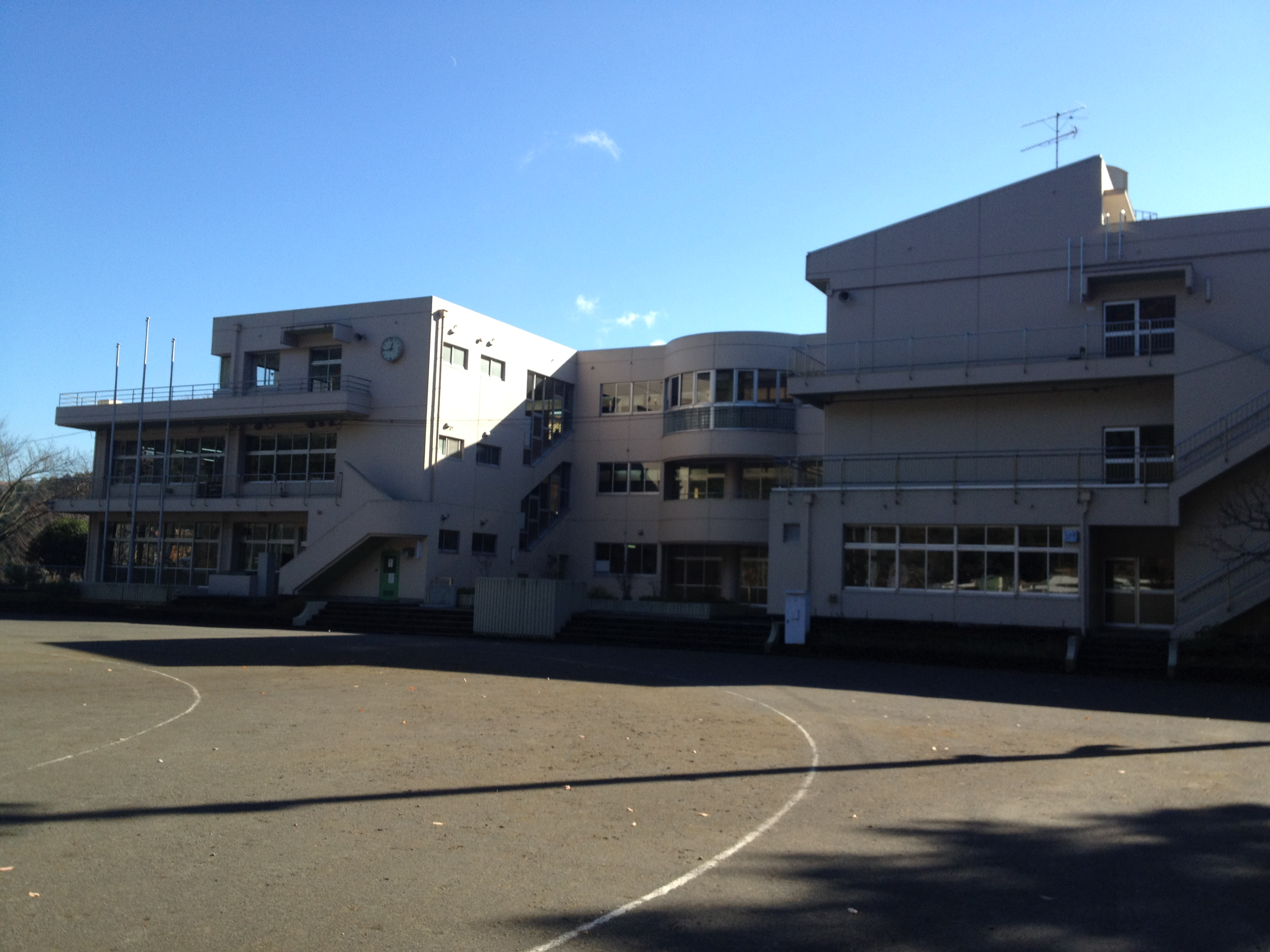
校庭側から見た校舎

奥多摩町立古里中学校（おくたまちょうりつ こりちゅうがっこう）は、東京都西多摩郡奥多摩町に、2014年度まで存在した町立の公立中学校である。
最寄駅は、JR青梅線川井駅。川井駅から大丹波をつなぐ道の途中に校門へ向かう看板が設置されており、急な坂道を登って正門に入る。
2015年（平成27年）4月、奥多摩町立氷川中学校と奥多摩町立古里中学校が合併し、奥多摩町立奥多摩中学校が新設された。新設校の所在地は、現在の奥多摩町立氷川中学校の位置になり、古里中学校の校舎は使用されなくなった。
2017年（平成29年）10月、跡施設を活用して外国人留学生を対象にした奥多摩日本語学校が開校。
2020年（令和2年）1月、ホステル＆コミュニティスペース「OKUTAMA＋（オクタマプラス）」として運営開始。

## 沿革
- 1947年（昭和22年）4月1日 学校教育法に基づき、古里村立古里中学校設置
  - 5月5日 古里村立古里小学校に併置開校
  - 9月1日 校章制定
- 1948年（昭和23年）2月13日 仮校舎（6教室）落成
- 1950年（昭和25年）11月13日 本校舎（15教室）落成
- 1955年（昭和30年）3月8日 校歌制定
- 1956年（昭和31年）4月30日 講堂落成
- 1965年（昭和40年）4月6日 校旗制定
- 1985年（昭和60年）3月1日 新校舎完成  
  - 9月1日 新校舎完成
- 1997年（平成9年）10月18日 創立50周年記念式典挙行
- 2001年（平成13年）4月1日 特別支援学級開設
- 2015年（平成27年）3月8日　奥多摩町主催「閉校記念式典」挙行
- 2017年（平成29年）10月　跡施設に奥多摩日本語学校開校
- 2020年（令和2年）1月　ホステル＆コミュニティスペース「OKUTAMA＋（オクタマプラス）」開始

## 歴代校長
- 初代 小峰薫
- 2代 島田友二郎
- 3代 井上正久
- 4代 岡野武雄
- 5代 小山直吉
- 6代 高橋誠
- 7代 秋山三雄
- 8代 吉田隆吉
- 9代 萩原和夫
- 10代 浜中信夫
- 11代 貫井稔
- 12代 山崎外平
- 13代 須磨末雄
- 14代 山宮淳一
- 15代 佐渡伸二
- 16代 原島敏雄
- 17代 古田博己
- 18代 渡辺英俊

## 部活動
閉校直前の平成26年度前後の古里中における部活動は以下の通りであった。
- 運動系部活動
  - 野球部
  - バレーボール部
  - テニス部
- 文化系部活動
  - 吹奏楽部

## 交通
- 電車 - 新宿駅よりJR中央線→立川駅より青梅線川井駅
- 西東京バス - 川井駅から徒歩

## 近隣の施設など
- 奥多摩大橋
- 川井キャンプ場
- 川井駐在所
- 青梅街道
- 多摩川
- 大丹波川
- 吉野街道